# Kolodruby
Kolodruby (ukrainisch Колодруби; russisch Колодрубы, polnisch Kołodruby) ist ein Dorf in der ukrainischen Oblast Lwiw mit etwa 700 Einwohnern (2024).

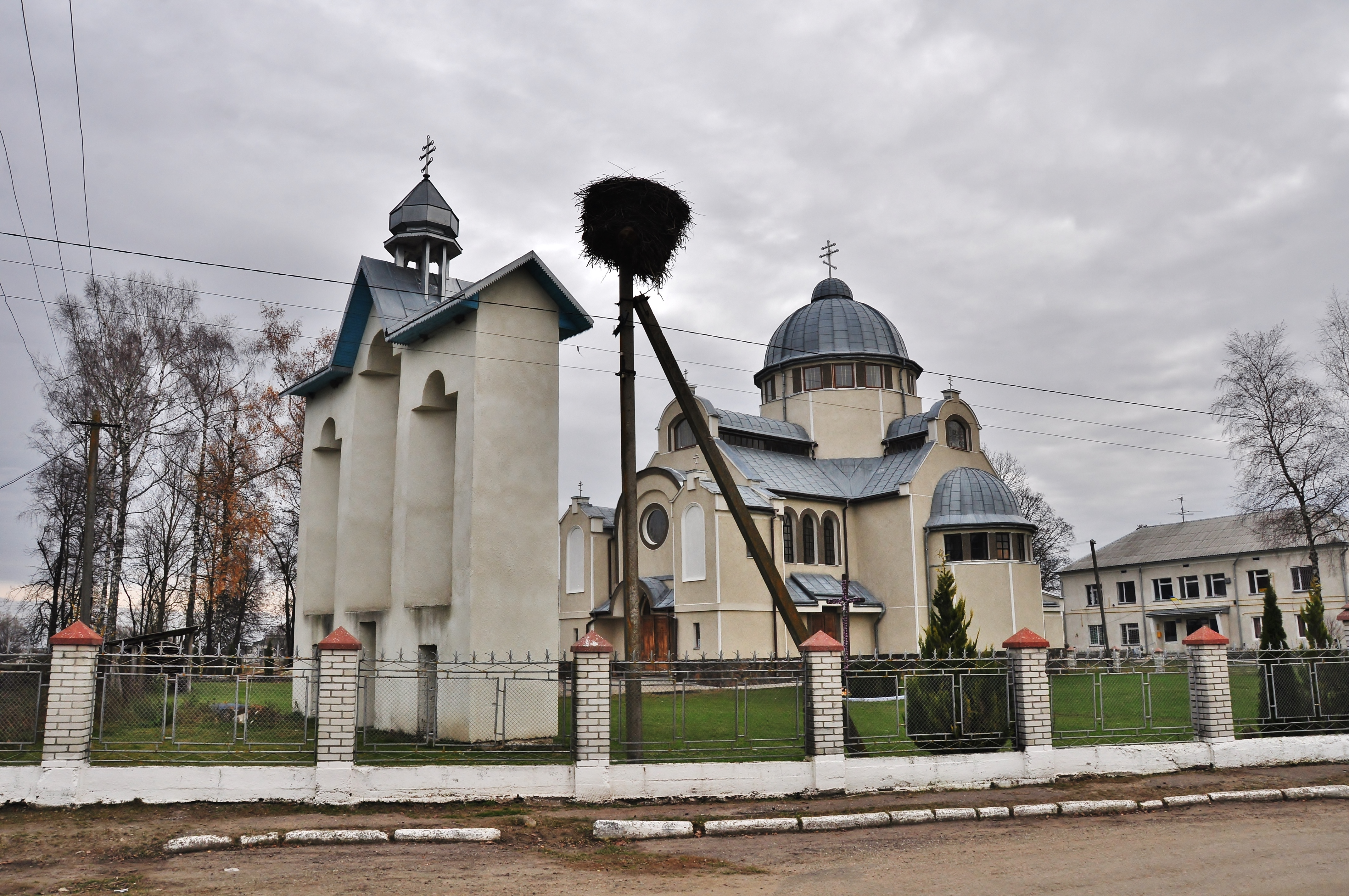
Sankt-Georg-Kirche im Dorf

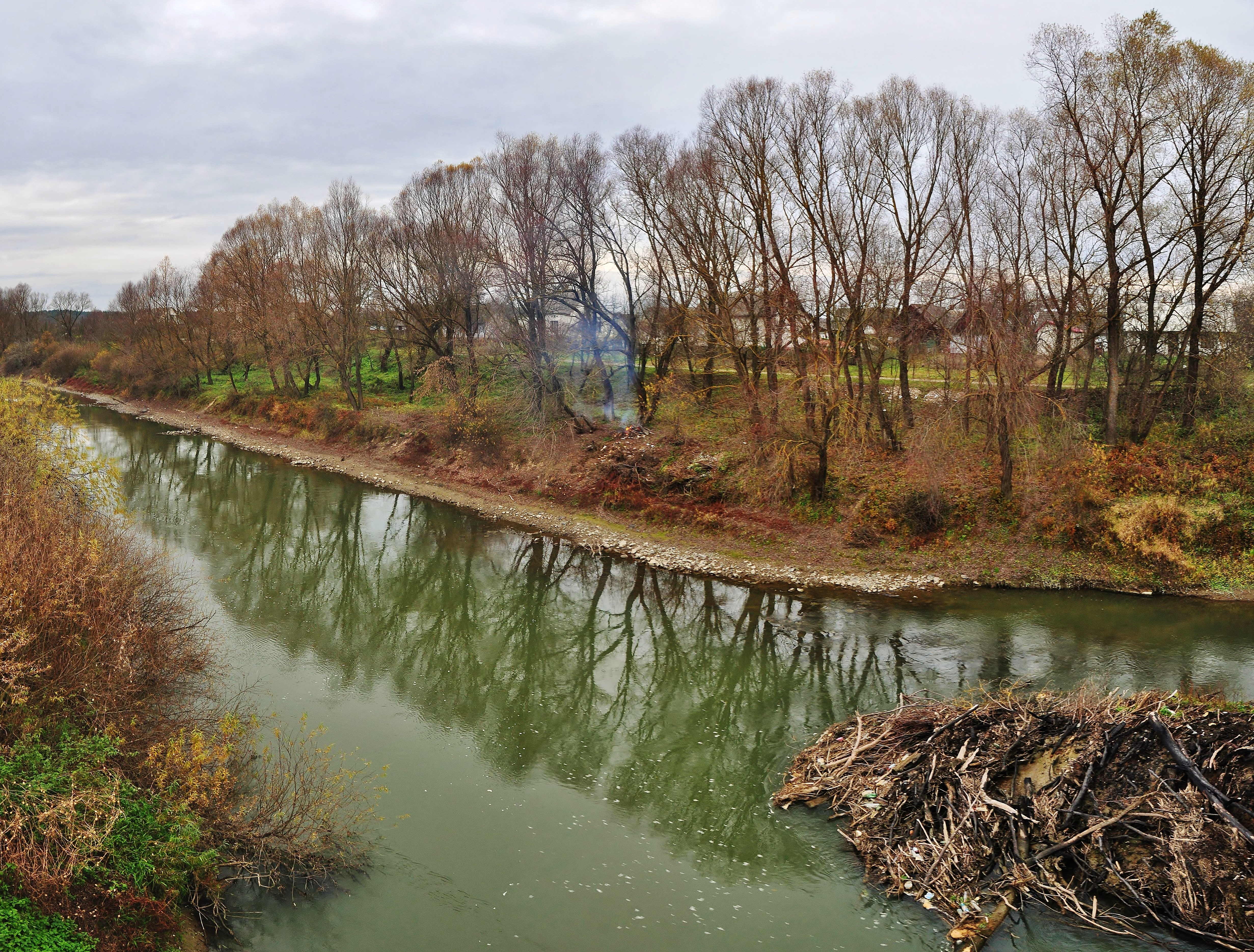
Der Dnister in Kolodruby

Das erstmals 1440 schriftlich erwähnte Dorf liegt am linken Ufer des Dnister, 2 km stromabwärts der Mündung der 73 km langen Bystryzja Tysmenyzka (Бистриця Тисменицька) in diesen.
Kolodruby ist ein Teil der Stadtgemeinde Mykolajiw im Rajon Stryj und war bis 2020 das administrative Zentrum der gleichnamigen, 16,89 km² großen Landratsgemeinde im Westen des Rajon Mykolajiw, zu der noch das Dorf Powerhiw (Повергів, ⊙) mit etwa 250 Einwohnern gehörte.
Die Ortschaft befindet sich 15 km westlich vom ehemaligen Rajonszentrum Mykolajiw und 46 km südlich vom Oblastzentrum Lwiw. Durch das Dorf verläuft die Territorialstraße T–14–16, die hier über den Dnister führt.